# Municipio de Nezahualcóyotl
El municipio de Nezahualcóyotl es uno de los 125 municipios que conforman el Estado de México, su cabecera es la localidad de Ciudad Nezahualcóyotl. Se localiza al centro de la República Mexicana y al oriente de la capital Ciudad de México en la región oriente del Estado de México, por lo cual forma parte de la zona metropolitana del Valle de México. Tiene una superficie de 63.74 km² y una población de 1 072 676 habitantes;cada kilómetro de superficie alberga alrededor de 16 900 personas, siendo uno de los municipios con la densidad de población más alta del país.[cita requerida]
El municipio fue reconocido como tal el 26 de abril de 1963 con 23 terrenos que pertenecían a los municipios de Texcoco y Chimalhuacán, así como terrenos del oriente del antes Distrito Federal (hoy Ciudad de México), ocupando superficie de las aguas del antiguo lago de Texcoco. Es uno de los municipios con mayor densidad poblacional de su país y del propio estado al que pertenece. Considerado una ciudad dormitorio por su carácter mayormente residencial, en las últimas décadas ha repuntado en su capacidad económica, producción de empleos y de impacto socioeconómico a los municipios adyacentes. A la par, enfrenta problemas de pobreza, inseguridad y carencia de servicios públicos, entre otros.

## Toponimia, glifo emblema y gentilicio

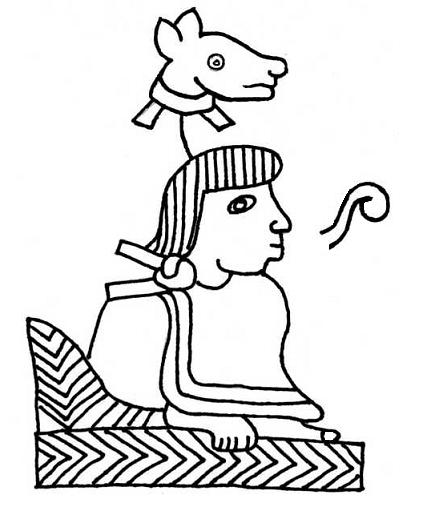
Glifo de Nezahualcóyotl de acuerdo al Códice Xólotl, lámina 10.

Nezahualcóyotl fue el nombre de un tlatoani de Texcoco. y significa «coyote que ayuna», del náhuatl nezāhual —ayuno— coyōtl —coyote—.
Oficialmente el municipio no cuenta con un emblema, sin embargo, distintas administraciones municipales a través de los años basaron sus diseños en el pictograma con el que era representado Nezahualcóyotl en los códices Ixtlilxóchitl, Durán y Xólotl: la cabeza de un coyote del cual pende un pectoral real. El gentilicio es nezatlense o nezahualcoyotlense.

## Geografía física

### Localización
Se localiza al oriente de la Ciudad de México y del Estado de México. Sus límites territoriales con otras entidades son: al norte los municipios de Ecatepec de Morelos y Texcoco; norponiente la alcaldía Gustavo A. Madero de la Ciudad de México; nororiente con el municipio de Chimalhuacán; suroriente con el municipio de La Paz; al sur con las alcaldías Iztacalco e Iztapalapa de la Ciudad de México y al poniente con la alcaldía Venustiano Carranza de la Ciudad de México.

### Hidrografía
El municipio forma parte de la región hidrológica denominada Alto Pánuco (RH26) y se localiza en la cuenca del Río Moctezuma (subcuenca del Lago de Texcoco y Zumpango).
El sistema hidrológico del municipio se conforma por los canales de desagüe (receptores de las aguas residuales de la zona): Río Churubusco, Río de la Compañía y Río de los remedios, y el lago artificial localizado en el Parque del Pueblo.

### Orografía
El municipio se encuentra a una altitud promedio de 2,220 msnm.

#### Geomorfología
Gran parte del municipio se localiza en terrenos del antiguo Lago de Texcoco. Esta área es ocupada por un acuitardo de aproximadamente 800m de espesor. Su superficie es plana sin accidentes orográficos. Las pendientes de terreno no superan el 3%.

### Clima
En el municipio predominan dos climas: semiseco templado (BS1k) con lluvias en verano (verano cálido) en el 99,65% de la superficie municipal y templado subhúmedo (C(w0)) con lluvias en verano (de menor humedad) que corresponde al 0,35% de la superficie municipal.
La temperatura máxima entre abril y junio oscila entre 30 y 32 °C. Durante la estación de lluvias, julio a octubre, las temperaturas máximas oscilan entre los 22 y 26  °C. En la estación fría las temperaturas máximas varían entre los 20 y 25  °C.
La precipitación media anual es de 774 mm.
| Parámetros climáticos promedio de El Puente la Llave (Ubicado entre Nezahualcóyotl, Edomex y Cuauhtémoc, CDMX) | Parámetros climáticos promedio de El Puente la Llave (Ubicado entre Nezahualcóyotl, Edomex y Cuauhtémoc, CDMX) | Parámetros climáticos promedio de El Puente la Llave (Ubicado entre Nezahualcóyotl, Edomex y Cuauhtémoc, CDMX) | Parámetros climáticos promedio de El Puente la Llave (Ubicado entre Nezahualcóyotl, Edomex y Cuauhtémoc, CDMX) | Parámetros climáticos promedio de El Puente la Llave (Ubicado entre Nezahualcóyotl, Edomex y Cuauhtémoc, CDMX) | Parámetros climáticos promedio de El Puente la Llave (Ubicado entre Nezahualcóyotl, Edomex y Cuauhtémoc, CDMX) | Parámetros climáticos promedio de El Puente la Llave (Ubicado entre Nezahualcóyotl, Edomex y Cuauhtémoc, CDMX) | Parámetros climáticos promedio de El Puente la Llave (Ubicado entre Nezahualcóyotl, Edomex y Cuauhtémoc, CDMX) | Parámetros climáticos promedio de El Puente la Llave (Ubicado entre Nezahualcóyotl, Edomex y Cuauhtémoc, CDMX) | Parámetros climáticos promedio de El Puente la Llave (Ubicado entre Nezahualcóyotl, Edomex y Cuauhtémoc, CDMX) | Parámetros climáticos promedio de El Puente la Llave (Ubicado entre Nezahualcóyotl, Edomex y Cuauhtémoc, CDMX) | Parámetros climáticos promedio de El Puente la Llave (Ubicado entre Nezahualcóyotl, Edomex y Cuauhtémoc, CDMX) | Parámetros climáticos promedio de El Puente la Llave (Ubicado entre Nezahualcóyotl, Edomex y Cuauhtémoc, CDMX) | Parámetros climáticos promedio de El Puente la Llave (Ubicado entre Nezahualcóyotl, Edomex y Cuauhtémoc, CDMX) |
| Mes | Ene. | Feb. | Mar. | Abr. | May. | Jun. | Jul. | Ago. | Sep. | Oct. | Nov. | Dic. | Anual |
| --- | --- | --- | --- | --- | --- | --- | --- | --- | --- | --- | --- | --- | --- |
| Temp. máx. abs. (°C)                                                                                           | 34.0 | 32.0 | 32.0 | 37.6 | 35.0 | 32.5 | 30.0 | 31.0 | 33.0 | 31.0 | 31.0 | 28.0 | 37.6 |
| Temp. máx. media (°C)                                                                                          | 21.0 | 23.4 | 25.8 | 26.8 | 26.6 | 25.4 | 23.7 | 23.9 | 23.3 | 23.5 | 21.9 | 20.4 | 23.8 |
| Temp. media (°C)                                                                                               | 12.0 | 14.0 | 15.7 | 16.8 | 16.8 | 16.2 | 15.2 | 15.2 | 14.8 | 14.6 | 12.8 | 11.6 | 14.6 |
| Temp. mín. media (°C)                                                                                          | 2.9 | 4.5 | 5.5 | 6.8 | 7.0 | 7.0 | 6.7 | 6.5 | 6.3 | 5.6 | 3.8 | 2.9 | 5.5 |
| Temp. mín. abs. (°C)                                                                                           | -8.0 | -1.0 | -1.0 | 2.0 | 3.0 | 3.0 | 2.0 | 3.0 | 1.0 | 0.1 | 0.0 | -0.8 | -8.0 |
| Precipitación total (mm)                                                                                       | 7.0 | 3.0 | 6.3 | 12.4 | 22.6 | 60.5 | 61.5 | 47.8 | 32.5 | 19.2 | 1.5 | 1.4 | 275.7 |
| Días de precipitaciones (≥ 1 mm)                                                                               | 1.5 | 0.8 | 1.4 | 3.8 | 6.0 | 11.5 | 12.9 | 10.4 | 7.0 | 3.8 | 0.8 | 1.0 | 60.9 |
| Fuente: Servicio Meteorológico Nacional 13 de julio de 2022                                                    | | | | | | | | | | | | | |

## Ecología
Fauna
En la zona del ex Lago de Texcoco se tienen registradas 134 especies de aves, de las cuales, 74 son de ambiente acuático y 60 habitan bosques y pastizales. Algunas de las especies identificadas son: gallina de agua (Fulica americana), gallaretas (Gallinula chloropus), zambullidores (Podiceps nigricollis), cercetas de alas azules (Anas discors), cercetas de alas café (Anas cyanoptera), pato tepellate (Oxyura jamricensis) y pato mexicano (Anas platyrhnchos diazi). También se han detectado ajolotes, lagartijas (Sceloporus scalaris) y culebras.
Fauna nociva
La existencia de tiraderos a cielo abierto, tianguis en la vía pública, mercados sin infraestructura sanitaria adecuada y una cobertura deficiente en la recolección y disposición final de residuos sólidos, es causa principal de la proliferación de moscas, ratas, y cucarachas.
Flora
La flora original del lugar se encuentra extinta. Estudios elaborados por la Universidad Autónoma Chapingo han catalogado 140 especies halófitas (resistentes a la sal) de vegetales implantadas en la zona entre las cuales se encuentran: verdolaga (Sesuvium portulacastrum), cola de alacrán (Heliotropium sp), zacate salado (Distichlis spicata), navajita (Bouteloua sp) y saladillo (Atriplex sp). También se tienen cuantificados 500,000 árboles implantados de las especies: eucaliptos (Eucaliptus spp), casuarinas (Casuarina equisetifolia), fresnos (Fraxinus udhei), cedros (Cupressus lindleyi), sauces llorones (Salix babilonica), entre otros.

## Historia
Nezahualcóyotl, palabra del idioma fonético náhuatl proviene de las raíces: nezahual, nezahualo, "ayunar" y coyotl, "coyote". Nezahualcóyotl proviene del dialecto chichimeca, de las radicales Nezahualli, que significa "ayuno" y coyotl, que significa coyote, es decir “Coyote en ayuno”.
Ciudad Nezahualcóyotl nació por la década de 1940 cuando, debido a los procesos para drenar el Lago de Texcoco, algunas personas se establecieron en lo que entonces era la parte seca del Lago que comenzaba a resecarse cada vez más.
En honor del Gran Señor o Tlatoani Acolmiztli Nezahualcóyotl de Texcoco se dio este nombre al municipio, por parte de la legislatura local.
A pesar de que es una ciudad joven, Nezahualcóyotl ha crecido rápidamente en todos los sentidos ya que actualmente cuenta con una cantidad considerable de escuelas, universidades y preparatorias, así como de lugares de esparcimiento importantes como auditorios, parques, el Estadio Universidad Tecnológica de Nezahualcóyotl y el Paseo Escultórico Nezahualcóyotl.
A partir del 23 de abril de 1963 se convirtió en un municipio, su traza urbana se extendía en casas por doquier, el agua potable se surtía a través de varias llaves colocadas en las esquinas o bien por medio de pipas. Antes de ser municipio se le conocía como las colonias del ex vaso de Texcoco.

## Gobierno municipal
Nezahualcóyotl, es uno de los municipios del Estado de México, el cual se encuentra regulado jurídicamente por el artículo 115 de la Constitución Política de los Estados Unidos Mexicanos, la Ley Orgánica Municipal del Estado de México, así como por el Bando Municipal.

### Integración del Ayuntamiento
El Ayuntamiento lo forman la Asamblea Municipal que se conforma por el presidente Municipal, dos síndicos y doce regidores.
El gobierno municipal cuenta con algunos edificios públicos, entre los que se encuentran:
- Palacio Municipal de Nezahualcóyotl

Edificio de estilo modernista y funcional, sede de la autoridad legal y administrativa del municipio de Ciudad Nezahualcóyotl. Fue inaugurado el 15 de septiembre de 1983 y se encuentra asentado dentro del conjunto denominado “Plaza Unión de Fuerzas” (en memoria de las organizaciones fundadoras del municipio), el cual abarca una extensión de 5,725 m². El Palacio Municipal es un edificio de tres niveles, rodeado de cuatro pirámides y cinco monumentales esculturas en bronce de Moctezuma, Cuauhtémoc, José María Morelos, Miguel Hidalgo y Costilla y de Nezahualcóyotl.
- Unidad Administrativa Zona Norte (UAZN)

Centro administrativo que, como su nombre lo indica, se ubica en la zona norte de nuestro municipio. A dicha construcción se le conoce también como “La Bola” debido a su arquitectura central basada en un enorme domo. La UAZN es del Organismo Descentralizado del Ayuntamiento de Ciudad Nezahualcóyotl, constituido por su Director y diez Subdirecciones administrativas municipales, quienes atienden y otorgan trámites y servicios a las 17 colonias de esa parte del municipio.
En el conjunto administrativo también encontramos la Agencia del Ministerio Público, oficinas de correos y telégrafos, biblioteca, y a pocos metros, la estación “Impulsora” de la línea B del Sistema de Transporte Colectivo Metro, inaugurada el año 2002.

### Administración pública municipal
El ayuntamiento se auxilia de las siguientes dependencias: una secretaría, un tesorero, un contralor, así como Secretario Técnico del municipio; quince direcciones; la Defensoría Municipal de Derechos Humanos, la Unidad Administrativa Zona Norte, tres organismos descentralizados, los Institutos Municipales de la Juventud y de la Mujer; seis coordinaciones municipales, así como la Unidad de Transparencia y Acceso a la Información Pública.
Adicionalmente se cuenta con el Organismo Descentralizado de Agua Potable, Alcantarillado y Saneamiento (ODAPAS), constituido por el H. Ayuntamiento del Municipio de Nezahualcóyotl.

### Presidentes municipales
- (1963 - 1966):  Jorge Sáenz Knoth
- (1966 - 1969):  Francisco González Romero
- (1969 - 1972):  Gonzalo Barquín Díaz
- (1972 - 1975):  Oscar Loya Ramírez
- (1975 - 1978):  Eleazar García Rodríguez
- (1978 - 1981):  José Luis García García
- (1981 - 1984):  Juan Alvarado Jacco
- (1984 - 1987):  José Lucio Ramírez
- (1987 - 1990):  José Salinas Navarro
- (1990 - 1993):  Juan Gerardo Vizcaíno Covián
- (1993 - 1996):  Carlos Viñas Paredes
- (1996 - 2000):  Valentín González Bautista
- (2000 - 2003):  Héctor Miguel Bautista López
- (2003 - 2006):  Luis Sánchez Jiménez
- (2006 - 2009):  Víctor Manuel Bautista Lopéz
- (2009 - 2011):  Édgar Cesáreo Navarro Sánchez
- (2011 - 2012):  José Salinas Navarro
- (2012 - 2015):  Juan Manuel Zepeda Hernández
- (2015): Carlos Avilés Osorio (interino)
- (2015 - 2018):  Juan Hugo de la Rosa García
- (2018 ): Verónica Romero Tapia (interina)
- (2018 - 2021):  Juan Hugo de la Rosa García
- (2021 - 2024):  Adolfo Cerqueda Rebollo
- (2024): Sonia Carolina Gómez Ayala (interina)
- (2024 - ):  Adolfo Cerqueda Rebollo

## Demografía
De acuerdo al Censo de Población y Vivienda 2020, elaborado por el Instituto Nacional de Estadística y Geografía, la población de Ciudad Nezahualcóyotl es de 1,072,676 habitantes, mientras que la población total del municipio de Nezahualcóyotl es de 1,077,208.
Nezahualcóyotl es el segundo municipio más poblado del Estado de México, siendo Ciudad Nezahualcóyotl la localidad más habitada de este municipio.
Nezahualcóyotl es el undécimo Municipio más poblado del país.
La relación mujeres/hombres es de 1.069. El ratio de fecundidad de la población femenina es de 2.21 hijos por mujer. El porcentaje de analfabetismo entre los adultos es del 2.29% (1.32% en los hombres y 3.19% en las mujeres) y el grado de escolaridad es de 9,14 (9,43 en hombres y 8.87 en mujeres). El 1.14% de los adultos habla alguna lengua indígena. En la localidad se encuentran 275041 viviendas, de las cuales el 5,84% disponen de una computadora.

### Población
La población de Nezahualcóyotl experimentó un importante aumento en los años setenta, década en la que el número de habitantes del municipio creció en un 131%, debido a la gran cantidad de inmigración proveniente de otros estados de México. El resultado de este fenómeno migratorio puede observarse en la actualidad, pues según el censo de 2010, el 58,4% de la población del municipio nació en otra entidad o país.
Sin embargo, la población total del municipio ha decrecido consistentemente desde los años ochenta hasta la actualidad. Uno de los motivos a los que se atribuye la disminución en la población es el problema de falta de espacio que padece el municipio, hecho que ha provocado que una parte de sus habitantes migre a lugares menos poblados para asentarse. De ese modo, mientras que en 1990 Nezahualcóyotl era el municipio más poblado del Estado de México, en la actualidad ocupa el segundo puesto, después de Ecatepec.
| Gráfica de evolución demográfica de Municipio de Nezahualcóyotl entre 1970 y 2020                 |
|                                                                                                   |
| Población de los censos del Instituto Nacional de Estadística y Geografía (INEGI) de 1970 a 2020. |

## Economía
Hoy en día su desarrollo económico está evolucionando, siendo un punto en potencia, tanto en la industria, el comercio y la cultura. Al igual, se pretende impulsar una zona especial parecida a Santa Fe para uso habitacional, comercial y recreativo atrayendo a niveles de población con alto poder adquisitivo (en resumen, una zona dedicada a gente adinerada, ejecutiva y trabajadora en el lado Oriente de la Zona Metropolitana de la Ciudad de México); aunque esto elevaría el costo de la vida de quienes viven en los alrededores de este complejo ecológico.
Según el INEGI, hasta el año 2003, la población económicamente activa es de 478.479 personas y 98.171 nezahualcoyotlenses contaría con fuente de trabajo dentro y fuera del municipio. Existen alrededor de 22,268 unidades económicas en el municipio, los cuales ocupan 41,046 personas, divididas en 22 mil 268 ocupan el sector comercial, 14,988 en el sector de servicios, y 3,797 en la manufactura.
Nezahualcóyotl ha sido históricamente proveedor de mano de obra para empresas ubicadas al oriente de la Ciudad de México.

### Actividades económicas
Se puede decir que un alto porcentaje de la actividad económica en el municipio se concentra en el comercio de bienes y servicios, en mercados, tianguis o mercados sobre ruedas, plazas y centros comerciales. Esto se debe a que un alto porcentaje de la población trabaja en la Ciudad de México, pero consume y adquiere productos dentro del municipio.
El municipio no cuenta con actividades económicas primarias y secundarias, más que terciarias, cuenta con 45 tianguis y 68 mercados públicos. Aunque colindando con el municipio de Chimalhuacán existen diversas fábricas que generan parte de la actividad económica de Nezahualcóyotl.

## Regiones
- Nezahualcóyotl Centro: Comprende la región más grande del municipio, donde se encuentra asentada la cabecera municipal. Esta región colinda al poniente con Periférico (Calle Siete), al sur con la avenida Texcoco y al oriente con los municipios de Chimalhuacán (río de la Compañía) y La Paz (avenida de los Reyes).
- Nezahualcóyotl Norte: En los límites de Nezahualcóyotl con la Ciudad de México se encuentra ubicada la Facultad de Estudios Superiores Aragón de la Universidad Nacional Autónoma de México. Esta zona se encuentra en los límites entre el municipio de Ecatepec de Morelos y la delegación Gustavo A. Madero. Algunas de las colonias más importantes son: Campestre Guadalupana, Ampliación Campestre Guadalupana, Bosques de Aragón, Impulsora Popular Avícola, Valle de Aragón, Plazas de Aragón, Prados de Aragón, Jardines de Guadalupe, Vergel de Guadalupe, Ciudad Lago, El Tesoro, y el edificio de administración municipal zona norte conocido como "La Bola", que se encuentra en la colonia Campestre Guadalupana.

## Organización territorial
De acuerdo con el artículo veinticinco del Bando Municipal de Nezahualcóyotl 2020, comprende ciento y un colonias dentro de su territorio:
| 1  | Agua Azul Grupo A Súper 4                    | 52  | La Joyita                          |
| 2  | Agua Azul Grupo B Súper 23                   | 53  | La Perla                           |
| 3  | Agua Azul Grupo B Súper 4                    | 54  | Las Águilas                        |
| 4  | Agua Azul Grupo C Súper 4                    | 55  | Las Armas                          |
| 5  | Agua Azul Grupo C Súper 23                   | 56  | Lázaro Cárdenas (Canal de Sales)   |
| 6  | Agua Azul Sección Pirules                    | 57  | Loma Bonita                        |
| 7  | Amipant                                      | 58  | Los Olivos                         |
| 8  | Ampliación Campestre Guadalupana             | 59  | Lotes Sección San Lorenzo          |
| 9  | Ampliación Ciudad Lago                       | 60  | Manantiales                        |
| 10 | Ampliación Ciudad Lago ASA                   | 61  | Maravillas                         |
| 11 | Ampliación Ciudad Lago Comunicaciones        | 62  | Central                            |
| 12 | Ampliación Ciudad Lago Triángulo             | 63  | Martínez del Llano                 |
| 13 | Ampliación Evolución                         | 64  | Metropolitana 1.ª Sección          |
| 14 | Ampliación el Sol                            | 65  | Metropolitana 2.ª Sección          |
| 15 | Ampliación Gral. José Vicente Villada Sup 43 | 66  | Metropolitana 3.ª Sección          |
| 16 | Ampliación Gral. José Vicente Villada Sup 44 | 67  | México Primera Sección             |
| 17 | Las Antenas                                  | 68  | México Segunda Sección             |
| 18 | Ampliación Las Águilas                       | 69  | México Tercera Sección             |
| 19 | Ampliación Romero (Las Fuentes)              | 70  | Mi Retiro                          |
| 20 | Ampliación Villada Poniente                  | 71  | Modelo                             |
| 21 | Ampliación Villada Oriente                   | 72  | Nezahualcóyotl I                   |
| 22 | Ángel Veraza                                 | 73  | Nezahualcóyotl II                  |
| 23 | Atlacomulco                                  | 74  | Nezahualcóyotl III                 |
| 24 | Aurora                                       | 75  | Nueva Juárez Pantitlán Sección I   |
| 25 | El Barco Primera Sección                     | 76  | Nueva Juárez Pantitlán Sección II  |
| 26 | El Barco Segunda Sección                     | 77  | Nueva Juárez Pantitlán Sección III |
| 27 | El Barco Tercera Sección                     | 78  | Parque Industrial Nezahualcóyotl   |
| 28 | Bosques de Aragón                            | 79  | Pavón                              |
| 29 | Bosques de Viena                             | 80  | Plazas de Aragón                   |
| 30 | Campestre Guadalupana                        | 81  | Porfirio Díaz                      |
| 31 | Ciudad Lago                                  | 82  | Porvenir                           |
| 32 | Ciudad Jardín Bicentenario                   | 83  | Prados de Aragón                   |
| 33 | Constitución 1857                            | 84  | Reforma                            |
| 34 | Cuchilla del Tesoro                          | 85  | Romero                             |
| 35 | Del Periodista                               | 86  | San Agustín Atlapulco              |
| 36 | El Sol                                       | 87  | San Agustín Atlapulco II           |
| 37 | Esperanza                                    | 88  | San Mateito                        |
| 38 | Estado de México                             | 89  | Santa Martha                       |
| 39 | Evolución                                    | 90  | Tamaulipas Sección Virgencitas     |
| 40 | Evolución Poniente                           | 91  | Tamaulipas Sección El Palmar       |
| 41 | Evolución Súper 22                           | 92  | Tamaulipas Sección Las Flores      |
| 42 | Evolución Súper 24                           | 93  | Tamaulipas Sección Oriente         |
| 43 | Evolución Súper 43                           | 94  | Tamaulipas sección Poniente        |
| 44 | Fraccionamiento Rey Nezahualcóyotl           | 95  | Unidad Habitacional Antonio Alzáte |
| 45 | Formando Hogar                               | 96  | Valle de Aragón Primera Sección    |
| 46 | General Vicente Villada                      | 97  | Valle de Aragón Segunda Sección    |
| 47 | Impulsora Popular Avícola                    | 98  | Vergel de Guadalupe                |
| 48 | Izcalli Nezahualcóyotl                       | 99  | Villa de los Capulines             |
| 49 | Jardines de Guadalupe                        | 100 | Volcanes                           |
| 50 | Juárez Pantitlán                             | 101 | Xochitenco                         |
| 51 | La Aurorita                                  |     |                                    |

## Equipamiento e infraestructura

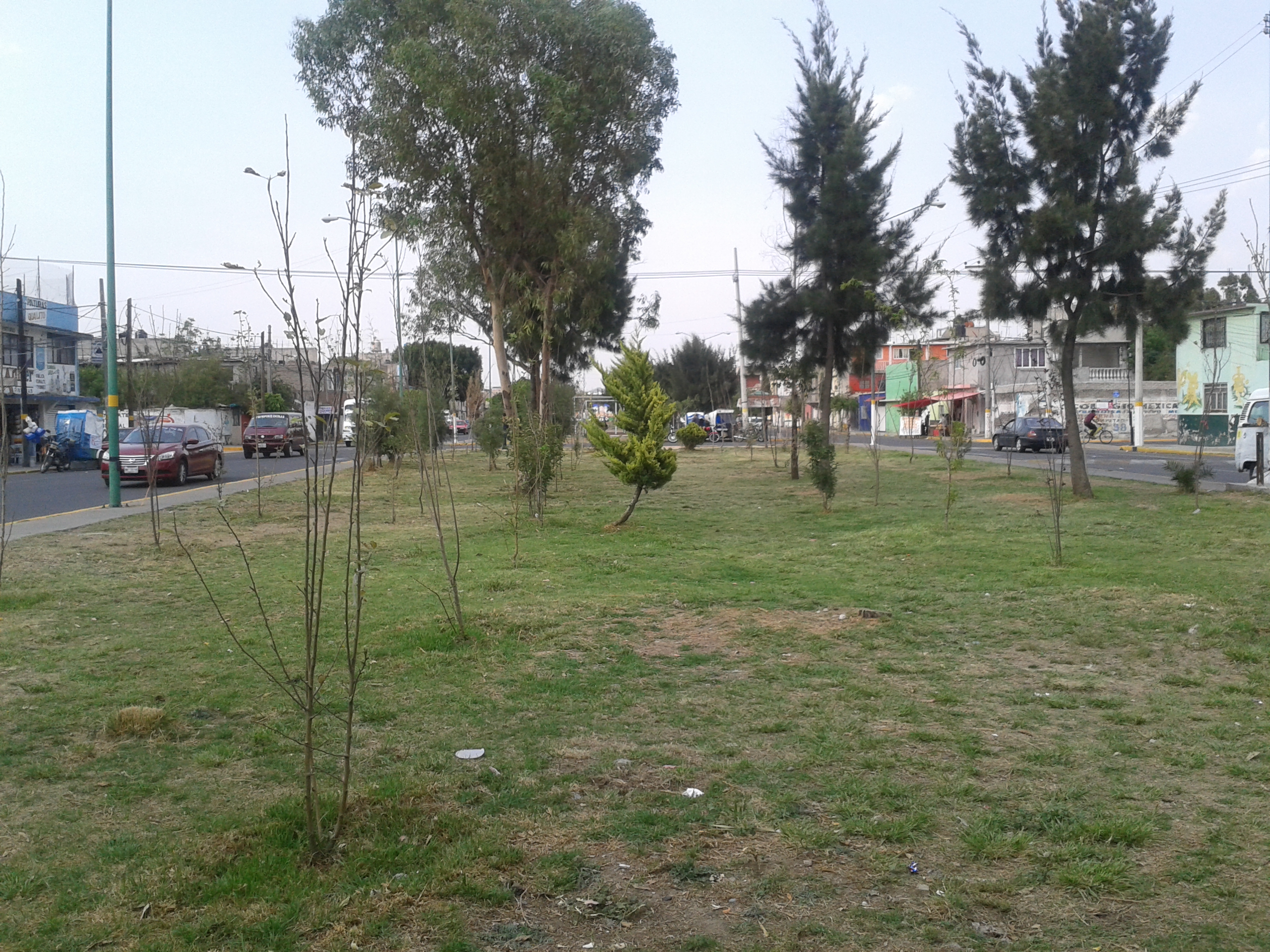
La avenida John F. Kennedy cuenta con áreas verdes y de esparcimiento infantil en su parte central.

### Vialidades
Es importante mencionar que las vialidades en Ciudad Nezahualcóyotl están trazadas en una cuadrícula organizada, lo cual hace muy fácil el acceso a cualquiera de sus colonias.
Entre las principales Avenidas de Nezahualcóyotl destacan las siguientes:
- Anillo Periférico Oriente, que recorre toda la Ciudad de México de Oriente-Sur-Poniente-Norte, inicia en el cauce del Río de los Remedios, comunica al municipio de Ecatepec de Morelos y divide el límite de Nezahualcóyotl, con la Delegación Iztacalco y con la Delegación Venustiano Carranza. A este tramo se le conoce como Calle 7.
- Av. Texcoco que separa al municipio con la delegación Iztapalapa
- Av. Pantitlán
- Av. Chimalhuacán
- Av. Bordo de Xochiaca
- Av. Cuauhtémoc
- Av. Central (También conocida como Avenida Carlos Hank González)
- Av. Taxímetros
- Av. Aeropuerto
- Av. Bulevar Bosques de los Continentes
- Av. De las Torres
- Av. Vicente Riva Palacio
- Av. Nezahualcóyotl
- Av. Adolfo López Mateos
- Av. Sor Juana Inés de la Cruz
- Av. General Vicente Villada
- Av. Carmelo Pérez
- Av. Tepozanes
- Av. John F. Kennedy: La cual recorre desde la Avenida Texcoco en los límites del Estado de México y el Distrito Federal hasta la Avenida 12; a lo largo podemos encontrar varias áreas de esparcimiento infantil, canchas de fútbol y basquetball, un quiosco, incluso una casa de la cultura y un kinder, todo ello en el área central conocida como camellón.
- Av. Aureliano Ramos
- Av. Floresta
- 4.ª Avenida
- 2.ª Avenida
- Av. San Ángel

Ciudad Nezahualcóyotl presenta grandes problemas de vialidad, ya que la población ha crecido de forma significativa en todas sus vertientes. Por ello se están realizando cambios en la infraestructura vial, como son: puente vehicular en avenida Pantitlán y Periférico. Salidas al circuito mexiquense que facilitarán la movilización de miles de personas.
La avenida Carmelo Pérez será recobrada en su tramo del Bordo de Xochiaca a Texcoco, lo que comprende un total de poco más de 62 mil metros cuadrados de cinta asfáltica; en tanto que en Avenida Aeropuerto se reencarpetarán casi 34 mil metros cuadrados, en su tramo de Periférico a la Vía Tapo.[cita requerida]

## Seguridad pública
Hacia 2012 la situación de inseguridad pública en el municipio era prevaleciente, en tanto la percepción de seguridad de las instituciones policiacas era negativa. Los delitos de mayor impacto eran el robo, el homicidio y el secuestro pero hoy en día la situación que se vive en el municipio es totalmente diferente. Otras conductas tipificadas son el narcomenudeo y el consumo de alcohol y drogas en la vía pública.
Debido a la alta incidencia de violencia de género en este municipio, desde 2015 la Secretaría de Gobernación de México declaró Alerta de Violencia de Género contra las Mujeres.

### Dispositivos e instalaciones de seguridad pública
- C4 (Control, comando, comunicaciones y cómputo). Cuenta con una sala de pantallas de monitoreo tiene una extensión de 44 metros cuadrados desde donde se observan 600 puntos estratégicos. Se instalaron mil 800 videocámaras, se colocaron carteles en las esquinas de cada colonia donde indican el número de la patrulla correspondiente a tu cuadrante donde la gente se comunica y elementos de seguridad pública llegan en cuestión de minutos, ya que hay 3 turnos que patrullan las 24 horas del día.

Policía Vecinal
- En materia de Seguridad Pública en agosto del 2013 inició actividades la Policía Vecinal de proximidad en donde se implementaron cambios trascendentales en los esquemas de vigilancia de este municipio, en el que el territorio municipal, se dividió en 90 cuadrantes. Donde en cada cuadrante se localiza una patrulla vecinal, dando rondines de manera permanente en un espacio que oscila entre 8 y 20 calles. Cabe mencionar que este modelo policial fue reconocido en 2014 por la Agencia de Desarrollo de los Estados Unidos y por la Secretaría de Gobernación, como una Buena Práctica en la prevención de la violencia y la delincuencia. Asimismo su estrategia para combatir el robo de vehículos fue reconocida por Fundación Paz (Chile) y por la Asociación Internacional de Análisis Criminal (IACA por sus siglas en inglés).
- En apoyo a las unidades de cuadrantes se establecieron también, unidades especiales y moto patrullas; las cuales su función es la de apoyar en las remisiones o puestas a disposición. Por ello ninguna patrulla vecinal puede abandonar el territorio asignado; con lo que se pretende un patrullaje intenso y no extenso.
- En el nuevo esquema destacan la entrega de 90 patrullas sedanes, 10 pick up’s, 24 moto patrullas y 100 aparatos de radiocomunicación, así como el anuncio de la instalación de 1000 nuevas cámaras de vídeo vigilancia por todo el municipio.
- La nueva policía vecinal, integrada por 540 elementos, 270 de los cuales son jefes de cuadrante, que han sido seleccionados y capacitados en una academia policial federal, se privilegia el contacto directo con la ciudadanía, puesto que se pretende mejorar las condiciones de convivencia, acercarse donde la gente vive, trabaja y estudia.
- Además se creó la policía metropolitana compuesta por 50 patrullas tipo titán y por 305 policías para vigilar los límites de Nezahualcóyotl con las 4 delegaciones de la Ciudad de México y 3 municipios del Estado de México para evitar que delincuentes de otras entidades se filtren a Nezahualcóyotl o se conviertan en punto de fuga de estos.
- Este plan de zonificar patrullas por colonia o cuadrante, ha dado buenos resultados, además se ha contado con apoyo afuera de las escuelas.

## Contaminación
El municipio de Nezahualcóyotl se ha visto de manera notable la presencia de la contaminación ambiental. Gran parte de sus calles se ve la presencia de basura que provoca tapones en el drenaje, causando con sigo inundaciones en tiempos de lluvia. Debido a la presencia del basurero del bordo de Xochiaca algunas colonias como Ciudad Jardín, El Sol, Virgencitas o Tamaulipas, sus habitantes tienen que soportar los malos olores que numerosas veces se hacen presentes en estas colonias debido a su cercanía así como el humo por la quema de basura en ocasiones e incendios producidos por los humanos. El humo provocado por los automóviles en la mayoría de sus avenidas provoca que el aire no sea puro y estable. La contaminación de ruido o contaminación acústica también se hace presente en el municipio, el ruido provocado por automóviles paso de helicópteros, sirenas de patrullas o eventos y protestas, en la colonia Ciudad Lago la contaminación de ruido es más notable debido al paso de los aviones que despegan del Aeropuerto Internacional de la Ciudad de México ya que esta colonia tiene colindancia con el aeropuerto capitalino y cercano a sus pistas, teniendo varios problemas con sus habitantes de manera similar a las colonias Narvarte y Jardín Balbuena de Ciudad de México que también sufren este tipo de contaminación, provocando irritación y mal humor o estrés en los habitantes.[cita requerida]

## Transportes
Metro de la Ciudad de México

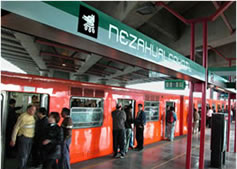
Estación Nezahualcóyotl del metro.

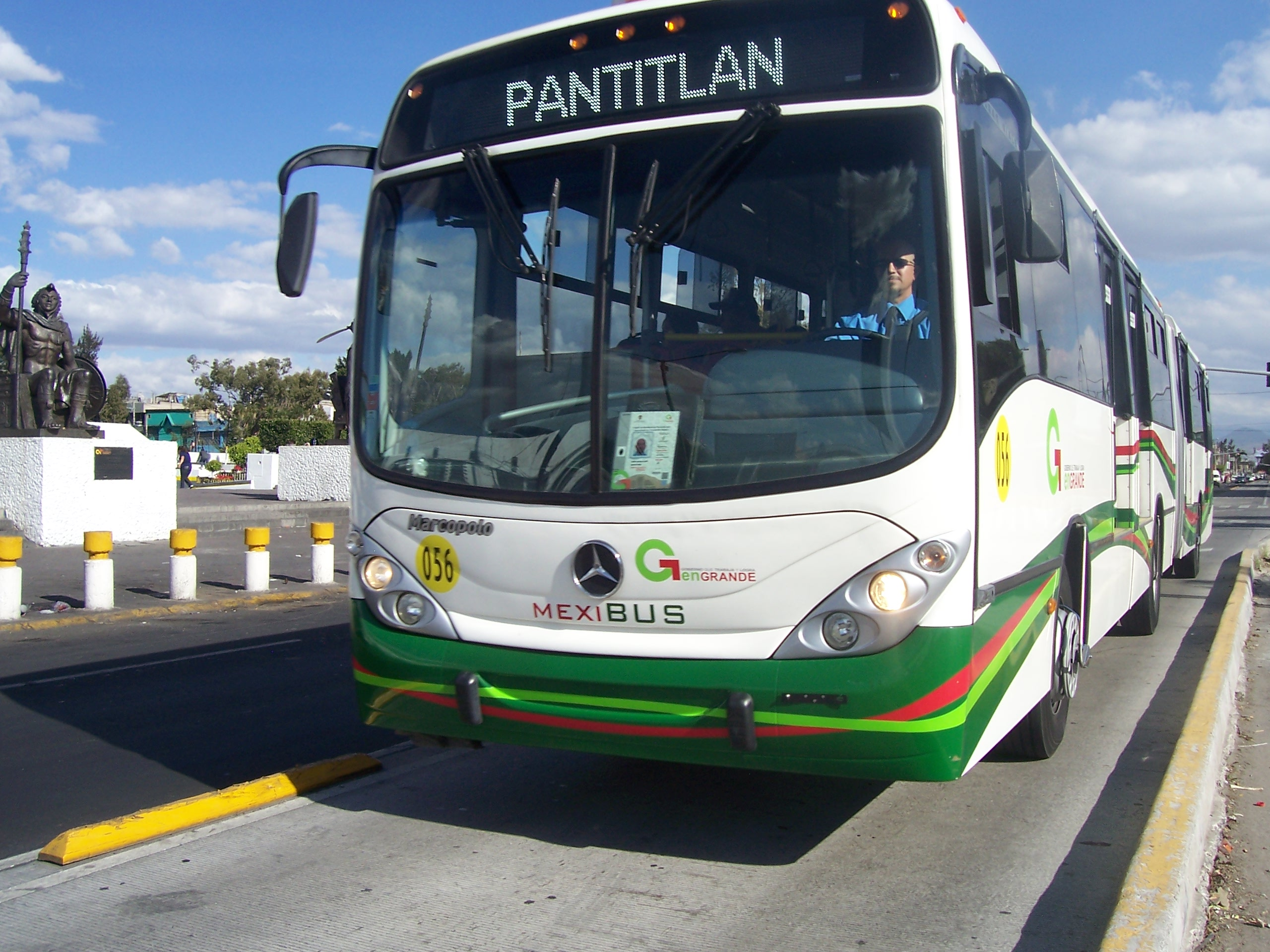
Unidad del Mexibus.

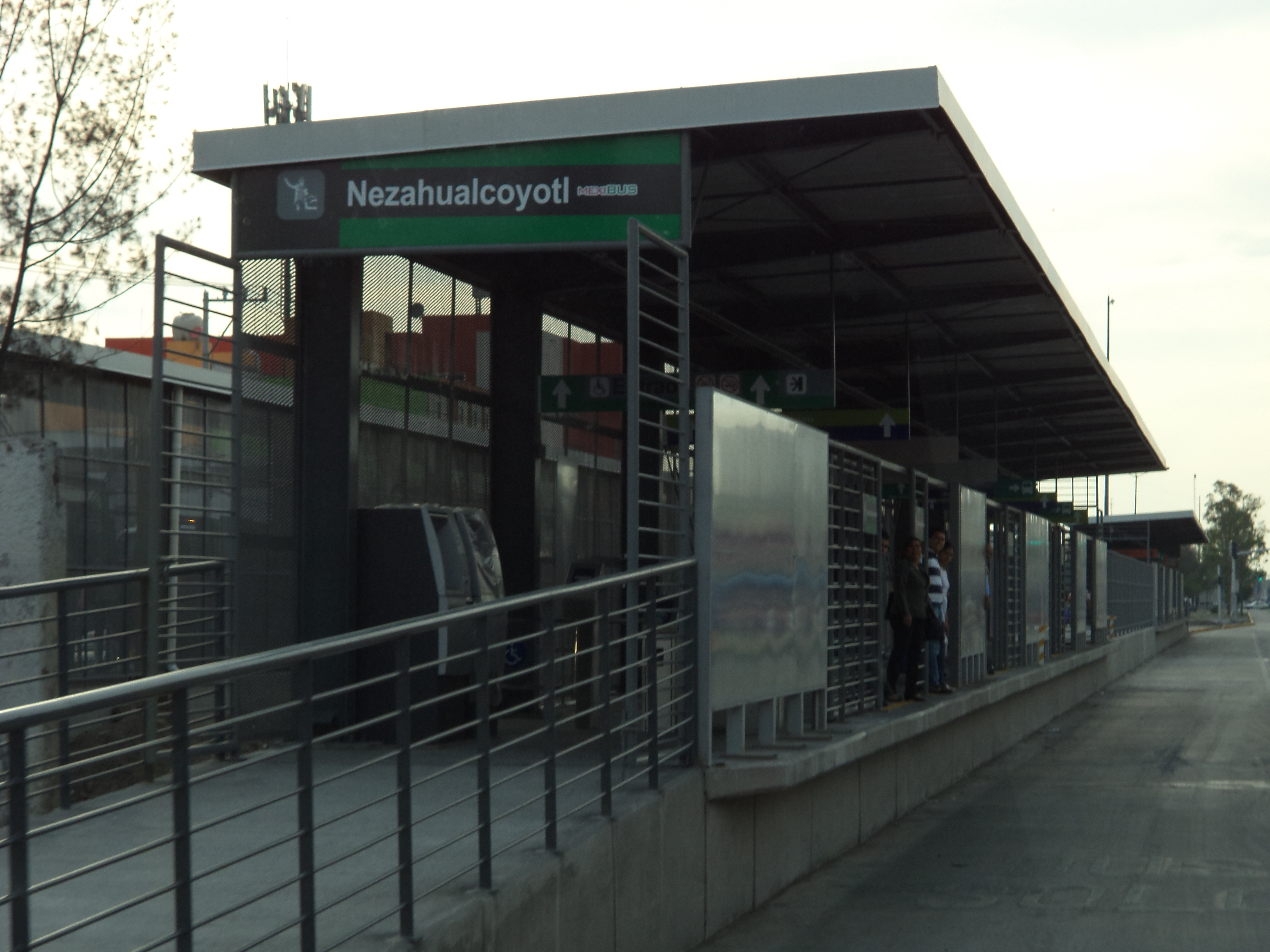
Estación Nezahualcóyotl del Mexibus.

- Línea B: Ciudad Azteca -Buenavista: Río de los Remedios, Impulsora y Nezahualcóyotl

Mexibus
- Línea 3: Chimalhuacán-Nezahualcóyotl-Pantitlán, cuenta con 25 estaciones en el municipio

- El Mexibus es un transporte que comunica a los municipios de Chimalhuacán y Nezahualcóyotl del estado de México con la Ciudad de México. Tiene como estaciones terminales: Chimalhuacán y Pantitlán. Inicio funciones en el año 2013 de forma gratuita durante poco más de dos semanas para que conocieran el servicio, y posteriormente comenzó a solicitar su tarifa habitual de $6.00

Metrobús de la Ciudad de México
- Línea 6 El Rosario - Villa de Aragón

Enfrente de los límites de Nezahualcóyotl y Gustavo A. Madero en la Ciudad de México, se inauguró el 21 de enero de 2016 la estación "Villa de Aragón" que tiene conexión con la Línea B del Metro de la Ciudad de México entre Nezahualcóyotl y Villa de Aragón.
Taxis, Microbuses, Combibuses.
- Diferentes Líneas o Rutas

Transporte público municipio de Netzahualcóyotl
Existen diferentes rutas de transporte público que permiten el acercamiento con otros municipios. En éstas podemos destacar algunas como lo son:
- Asociación Civil Ruta 47

1. Hospital Gustavo Baz - Bordo de Xochiaca - ULSA Nezahualcóyotl

Tiene base de salida a las afueras del Metro Guelatao (también cuenta con base de salida frente a la Parrilla Vikinga que se encuentra sobre la avenida Guelatao), circulará sobre la avenida Ignacio Zaragoza incorporándose posteriormente a la avenida Guelatao que más adelante se convertirá en la avenida Adolfo López Mateos (jurisdicción de ciudad Nezahualcóyotl). Circulará sobre esta avenida atravesando las avenidas perpendiculares a ésta (avenida Pantitlán, avenida Chimalhuacán, avenida Cuarta Avenida y avenida Bordo de Xochiaca) hasta llegar al Penal Bordo-Neza.
- Ruta 86

Viaja del bordo de Xochiaca hasta Metro Peñón Viejo.
- Chimalhuacán Aviación Civil Caracol y Colonias del Vaso de Texcoco (Chimecos)
- Unión de taxistas del Estado de México Ruta 40 S.A. de C.V.

Ramal FLAMINGOS:  Tiene base de salida a las afueras del Metro Guelatao, circulará sobre la avenida Ignacio Zaragoza incorporándose posteriormente a la avenida Guelatao que más adelante se convertirá en la avenida Adolfo López Mateos (jurisdicción de ciudad Nezahualcóyotl). Circulará sobre esta avenida hasta llegar a calle Flamingos, dónde da vuelta y recorre calle Flamingos (más adelante Progreso Nacional, y más adelante Av. 8) atravesando Av. Sor Juana Inés de la Cruz, Av. General Vicente Villada, Av. Carmelo Pérez y por último  Av Jonh F. Kenedy, para así llegar a Av. Tepozanes. Está ruta atraviesa lugares de importancia tales como son, centro de salud Metropolitana, mercado Félix Mendoza (segunda sección, clínica de especialidades médicas Muguersi, Mercado Nezahualcóyotl (tercera sección), zona abarrotes de Villada (zorro abarrotero, Dz tiendas etc.), Issemym Villada, DIF Villada, mercado de las águilas, reclusorio femenil, centro de salud Manantiales. Entre otos.[cita requerida]

## Cultura

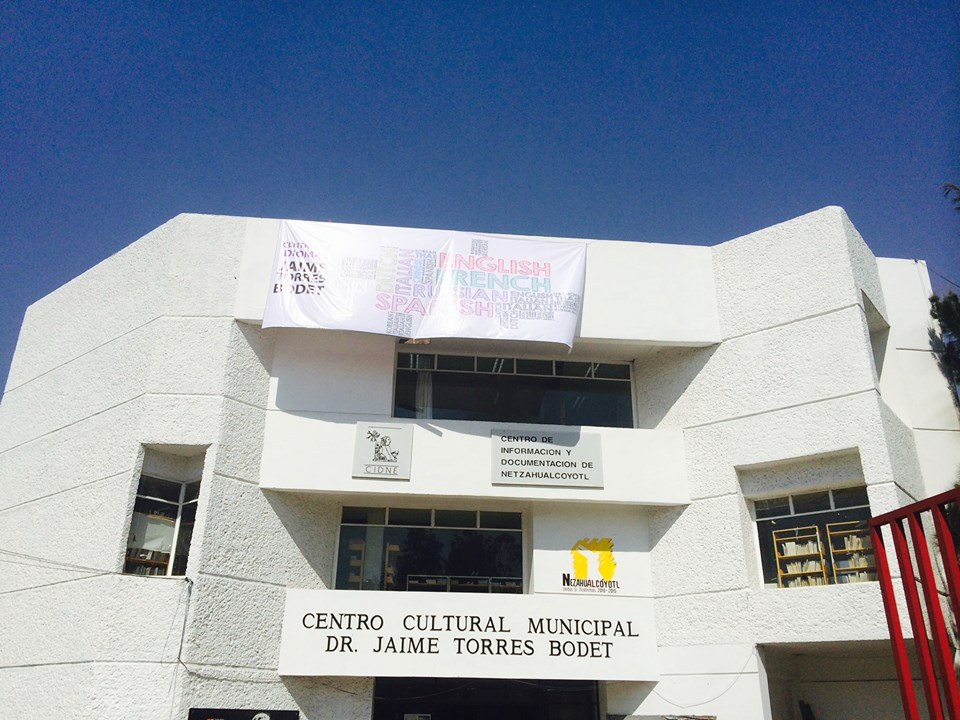
Centro Cultural Dr. Jaime Torres Bodet.

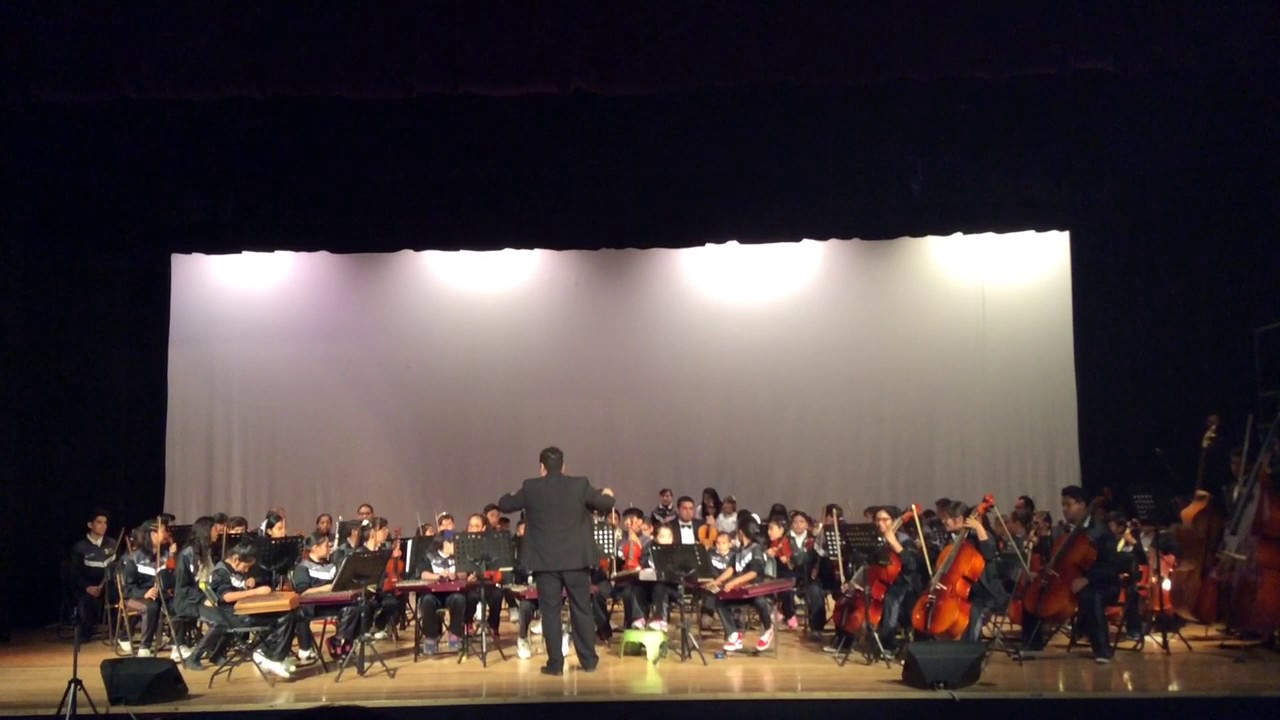
Orquesta Infantil y Juvenil de Nezahualcóyotl.

### Centros Culturales
Entre los centros culturales que se encuentran dentro del municipio de Nezahualcóyotl, se encuentran:
- Centro Cultural Aragón UNAM
- Casa de Cultura Campestre
- Centro Cultural del ISSSTE Nezahualcóyotl
- Casa de Cultura Ciudad Lago
- Casa del Poeta Las Fridas
- Casa de Cultura Metropolitana
- Casa de Cultura Las Águilas
- Casa de Cultura Bosques de Aragón
- Centro Cultural Dr. Jaime Torres Bodet.
- Casa de cultura Rey Neza

Inaugurado el 25 de agosto de 1987, actualmente cuenta con tres áreas. Sala de talleres, exposiciones, conferencias y eventos culturales y con un centro de idiomas en la planta baja; la biblioteca “Dr. Jaime Torres Bodet”, cuyo acervo bibliográfico (incluida el área infantil) en el primer piso, rebasa los 31,000 ejemplares, y tiene cuatro computadoras para el usuario; por último, el Centro de Información y Documentación de Nezahualcóyotl (CIDNE) en el segundo piso, inaugurado el 23 de abril de 1991. Cuenta con una librería de la editorial del fondo de cultura económica con el nombre de la escritora Elena Poniatoska. Las actividades culturales son programadas en coordinación con las autoridades municipales y sociedad en general. El CIDNE recopila valiosa información relativa al municipio en los temas histórico-legal, bibliográfico, cartográfico, fotográfico, hemerográfico y de video; materiales susceptibles de consulta y fotocopiado.[cita requerida]
En verano del 2014 el centro de Lenguas Extranjeras Ciudad Neza fue inaugurado dentro del Centro Cultural Dr. Jaime Torres Bodet por el entonces coordinador Daniel Vázquez Higuera y Rey David Pérez Nieves quien impartía clases gratuitas de ruso como parte de un gran movimiento en pro de Rusia. Al paso del tiempo se unieron más profesores de idiomas y en su momento se impartían simultáneamente cursos de inglés, alemán, francés, italiano, japonés, chino, árabe y ruso.
Actualmente personas de Ciudad Nezahualcóyotl y otras localidades, pueden tomar clases de alemán, japonés, inglés y francés a bajos costos, ya que el principal objetivo de Lenguas Extranjeras Ciudad Neza es servir a la gente de escasos recursos económicos y mostrarles un panorama más amplio no solo de la sociedad en la que viven sino del mundo al que pertenecen.
- Centro Cultural El Castillito. Edificio que alberga a la Dirección de Cultura a cargo de Jorge Centeno Ortiz y en donde se llevan a cabo varios talleres y actividades artísticas y culturales. "El Castillito" también es el espacio en donde trabaja el Maestro Germán Aréchiga Torres, autor de varios libros históricos sobre este territorio, destacando "Breve reseña histórica, social y política del municipio de Nezahualcóyotl". Aquí también trabajan varios artistas destacados del municipio, como el escritor Arturo Gutiérrez Duque, el titiritero Alejandro Guerrero o el artista plástico y novelista Ricardo Guerrero.

- Orquesta típica infantil y juvenil de Nezahualcoyotl.

El censo del Sistema de Información Documental, identifica en Nezahualcóyotl, la existencia de 11 librerías, entre las que se encuentra la Librería Conaculta ubicada en el camellón de Avenida Chimalhuacán y Avenida Carmelo Pérez; Elena Poniatowska Amor filial del Fondo de Cultura Económica ubicada en Av. Chimalhuacán esquina Clavelero, entre otras.
- Monumento a Nezahualcoyotl o Cabeza de Coyote Obra del escultor Humberto Peraza Ojeda, ubicado en la Glorieta de Santa Cecilia y la monumental "Coyote en ayuno" obra del maestro chihuahuense Sebastián. El lugar en donde ahora se encuentra la escultura monumental "Cabeza de Coyote" antes de la fundación de este municipio era conocido como "El Tinaco", el cual era una estructura de unos 10 metros de altura con un depósito de agua en la parte superior, y en donde los primeros pobladores de Ciudad Nezahualcóyotl se abastecían de agua, ya que no se contaba con este servicio en el área, que en ese entonces, era parte del municipio de Chimalhuacán. Al correr del tiempo, esa estructura fue derrumbada y se construyó una glorieta con una fuente. Hoy día, es el lugar donde se asienta la majestuosa escultura "La cabeza de coyote". como dato curioso el día de la inauguración de dicha escultura, el artista "Sebastián" se encontraba en el extranjero, por lo cual no pudo asistir y en su representación acudió su esposa.

Nombramiento de las calles, Dentro del dato cultural se menciona que las calles de Ciudad Nezahualcóyotl, han sido nombradas por los ingenieros civiles, con nombres de canciones populares, como son "Cielito lindo","Las mañanitas" y "Cama de piedra" entre muchas más.
- Foro Teatral Jesús González Dávila Inaugurado el 7 de agosto de 2004 en la Colonia Evolución como homenaje al Dramaturgo y Maestro de Antonio Toga, creador teatral de Ciudad Nezahualcóyotl.

- Monumento a Sor Juana Inés De La Cruz
- Monumento a Benito Juárez
- Ciudad Jardín Bicentenario´

- Zoológico de Nezahualcóyotl (Parque del Pueblo) Asentado en una extensión de 8.5 ha, abrió sus puertas el 10 de mayo de 1975, sin embargo desde el 2001 y luego de tres años de profunda rehabilitación y modernización, fue reabierto nuevamente el 5 de febrero de 2003. El parque es el único en su tipo en la zona oriente del Estado de México. Cuenta con un museo de historia natural, espacios para talleres educativos, un lago, teatro al aire libre y un zoológico que alberga a 260 animales de 57 distintas especies; 31 de ellas en peligro de extinción. Cabe mencionar que en el Zoológico de Nezahualcóyotl han nacido diversos animales como el venado cola blanca, tigre de bengala, llama, jirafa, bisonte y coyotes. El parque zoológico recibe semanalmente un promedio de 20 mil visitantes y el cobro de entrada es de 5 pesos por adulto. Abre de martes a domingo, de 10 AM a 6 PM y se ubica en Av. Glorieta de Colón, esquina con San Esteban, colonia Vicente Villada, Cd. Nezahualcóyotl. El clima y las condiciones de vida en el zoológico de Nezahualcóyotl son los más aptos de la zona oriente del Valle de México, lo cual ha permitido la reproducción de bisontes americanos, venados de cola blanca, tigres de Bengala, lémures, jirafas y búfalos cafre.

- El parque temático Las Fuentes Inaugurado el día 6 de marzo del año 2015 para que las familias de Cd. Nezahualcóyotl puedan tener espacios públicos de recreación ya que eran muy pocos los lugares así con los que contaba el municipio y eso que es de los más importantes del Estado de México pero con la apertura de este parque temático las familias y más los pequeños de la localidad podrán tener donde ir a recrear y sin pagar los altos costos que luego tienen este tipo de atracciones ya que cuenta con las siguientes características: 110 fuentes danzantes lúdicas, interactivas, con bruma e iluminación, carritos eléctricos y mecánicos, juegos recreativos para niños, cancha de fútbol y basquetbol, palapas donde se pueden llevar a cabo fiestas de cumpleaños y la pista donde se pueden usar los carritos mecánicos que prestan para fomentar en los niños la educación vial que tanta hace falta tanto para peatones como para automovilistas. Todo esto está construido en un predio de 8,000 m2 que se encuentra en la AV. Bordo de Xochiaca Esq. AV. Nezahualcóyotl

#### Actividades culturales
En los parques de Nezahualcóyotl, las actividades culturales más populares incluyen:
- Eventos culturales y festivales: A lo largo del año, se organizan diversas celebraciones que destacan la rica tradición cultural de la región, promoviendo la participación comunitaria y el disfrute de las artes.[27]
- Teatro al aire libre: En espacios como el Parque del Pueblo, se realizan representaciones teatrales, incluyendo obras tradicionales que atraen a familias y visitantes.[28]
- Talleres educativos: Muchos parques cuentan con áreas designadas para talleres que fomentan el aprendizaje en diversas disciplinas artísticas y culturales, desde la pintura hasta la música.
- Exposiciones y ferias: Se llevan a cabo exposiciones de arte local y ferias que permiten a los artistas mostrar su trabajo y a los visitantes disfrutar de la cultura local.
- Actividades recreativas: Además de las actividades culturales, se ofrecen rutas de senderismo y ciclismo, así como áreas para picnics, lo que complementa la experiencia cultural con un enfoque en el esparcimiento al aire libre.[27]

### Atracciones turísticas

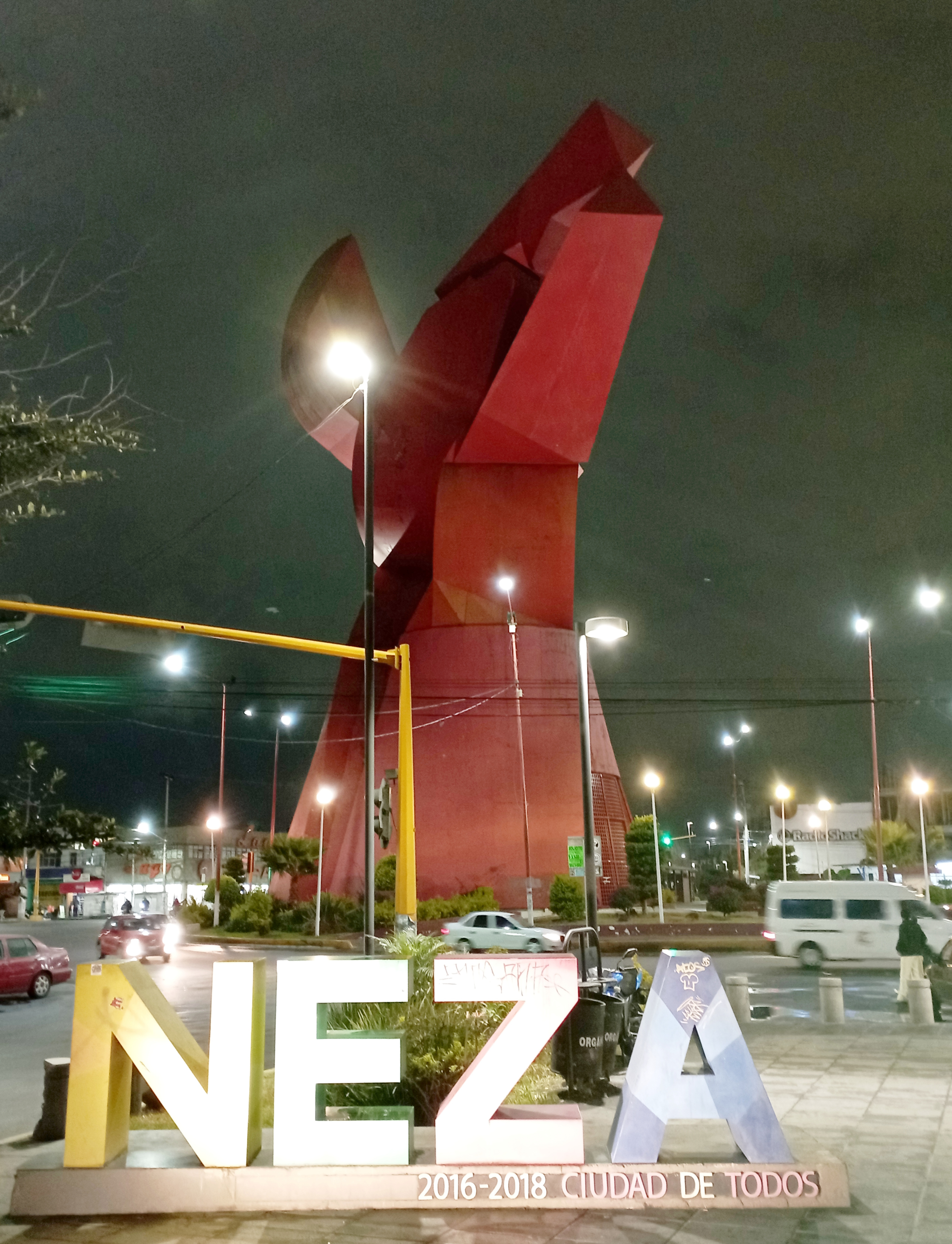
Coyote en ayuno.

La obra escultórica denominada Cabeza de Coyote del artista Sebastián, de 40 metros de altura y un peso de 298 toneladas es considerada una de las obras más grandes no solo del estado de México sino del país y de América Latina. Se localiza en la glorieta que forman las avenidas Adolfo López Mateos y Pantitlán. Se distingue desde una distancia de más de dos kilómetros a la redonda. “Cabeza de Coyote” se inició en el 2005 con una inversión de dos millones de pesos y estaba proyectada para concluirse en un año, pero fue hasta el 23 de abril de 2008 cuando pudo ser inaugurada. Con la inauguración de dicha obra, se conmemoró el XLV aniversario de la creación del municipio (3 de abril de 1963) durante el período 1959-1963 del Gobernador el Doctor Gustavo Baz Prada.
- Parque acuático "El Pulpo" El lunes 23 de marzo de 2015, el ayuntamiento de Nezahualcóyotl inauguró el parque acuático "El Pulpo", el cual se sumó a uno de los 70 espacios públicos que se han recuperado en el municipio y es uno de los nuevos parques acuáticos al igual que El Barquito y Las Fuentes, estos espacios recreativos gratuitos tienen como objetivo brindarle a los niños de Nezahualcóyotl nuevos lugares de esparcimiento.

El parque acuático El Pulpo cuenta con fuentes que funcionan con agua potable reciclada que tiene como objetivo primordial evitar el desperdicio ya que el parque opera con 25 metros de agua cúbica, la cual se recicla y después del mantenimiento semanal solo se pierden dos metros cuadrados de agua.
Mejora urbana en el municipio y como medida para beneficiar el medio ambiente, se rehabilitan más de 30 camellones, así como parques y jardines en toda la localidad, en cuyos trabajos hasta ahora han permitido la plantación de alrededor de 200 palmeras, además de árboles frutales en diferentes colonias del municipio; y la colocación de mobiliario urbano, pintura e iluminación informó Jesús de la Rosa, director de Servicios Públicos.
Destacó que ocho vialidades importantes que ya cuentan con palmeras de tipo Washingtonia Filifera y Coco Plumoso son: Avenida Tepozanes, Avenida Chimalhuacán, Avenida Texcoco, Avenida Aureliano Ramos, Avenida, Valle de Zapatas, Avenida de Continentes, Avenida Hacienda Presillas y la 4.ª Avenida.

## Educación

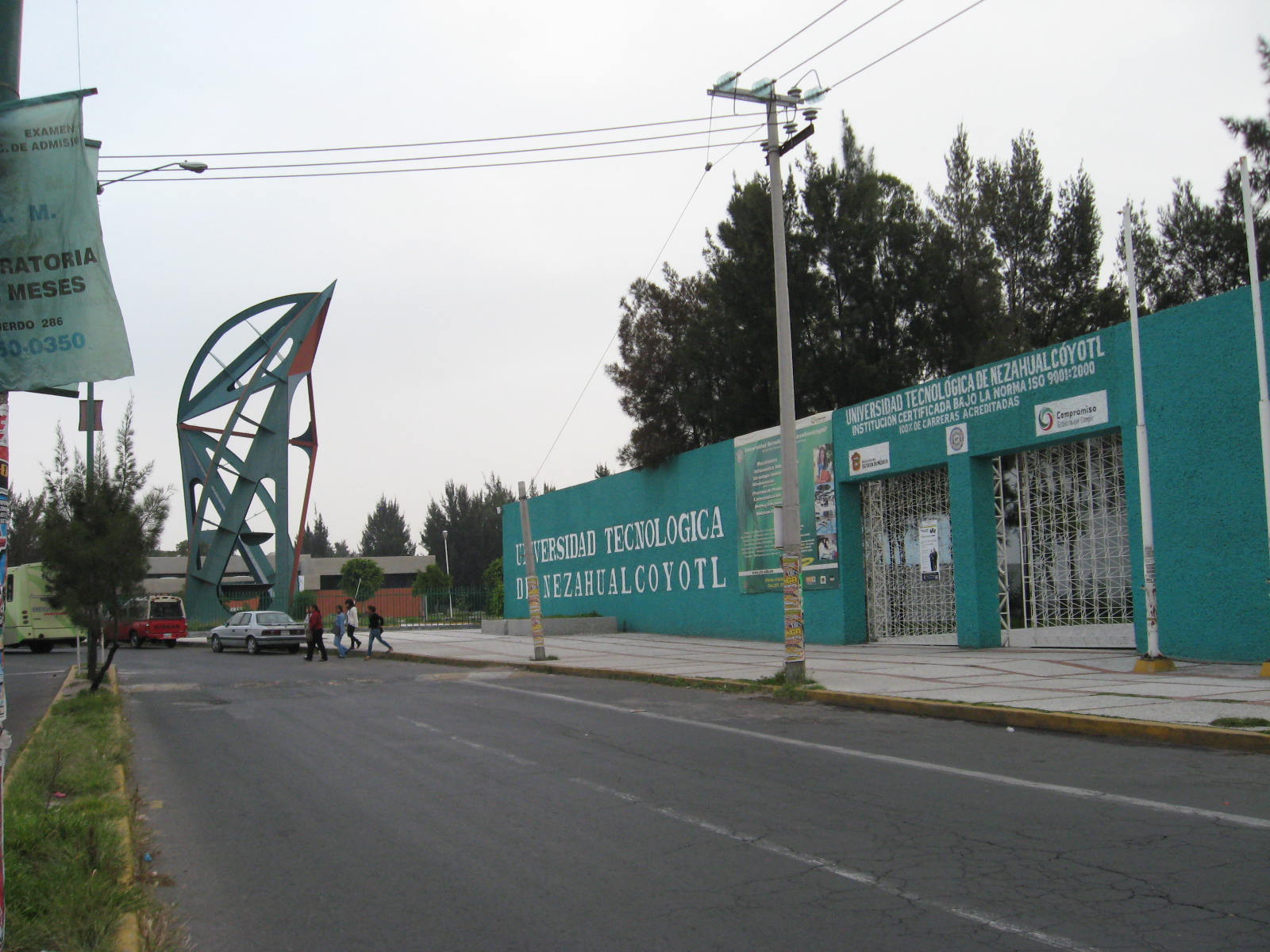
Universidad Tecnológica de Nezahualcóyotl.

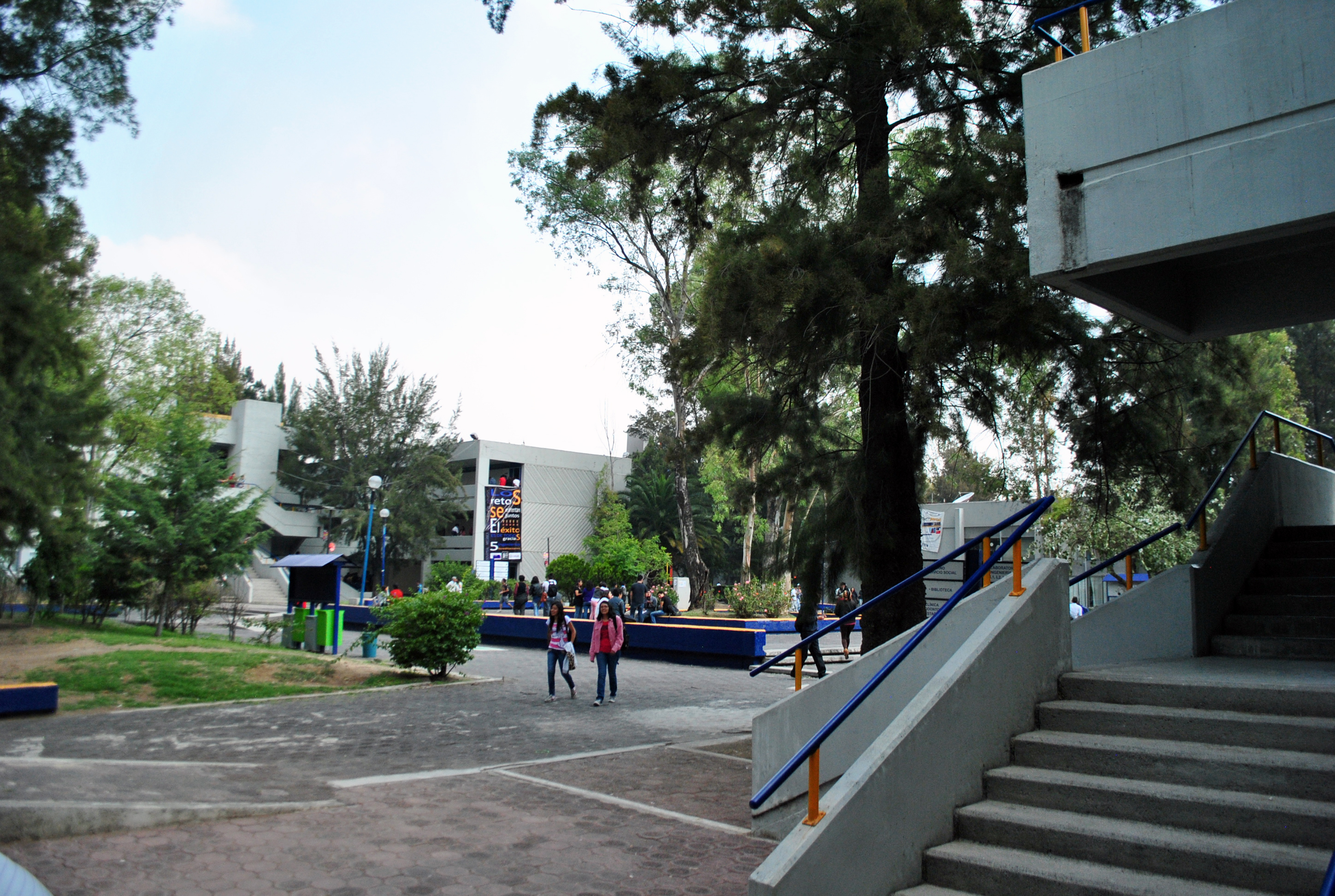
Facultad de Estudios Superiores Aragón (UNAM).

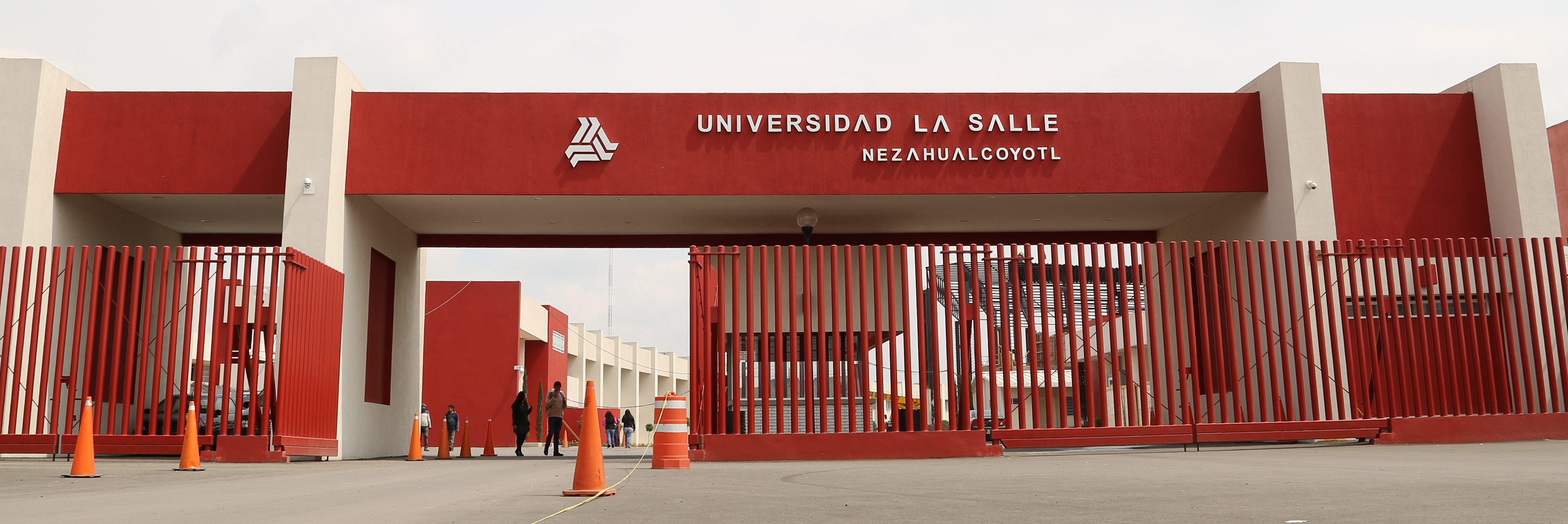
Universidad La Salle.

El municipio cuenta con una gran diversidad de centros de educación media superior y superior y escolares tanto públicos como privados. El municipio cuenta con un 97% de alfabetismo. (2.73% de analfabetismo). El 11.99% de la población mayor de quince años de edad, no cuenta con la primaria terminada. Se cuenta con 479 escuelas de preescolar, 434 primarias, 144 secundarias, 71 bachilleratos y 8 escuelas de profesional técnico.

### Educación superior
Universidad Tecnológica de Nezahualcóyotl
Institución educativa creada por decreto del Congreso del Estado de México el 7 de septiembre de 1991, forma parte del Subsistema de Universidades Tecnológicas del país. Ofrece seis carreras cursadas en dos años cada una: administración, comercialización, informática, procesos de producción, tecnología ambiental, telemática y la nueva carrera de aeronáutica para con ello obtener el título de TSU. Además los alumnos egresados de estas carreras pueden continuar sus estudios y en un plazo de dos años pueden obtener un título como ingenieros. La UTN, en su considerable infraestructura deportiva, cuenta con pista de atletismo, cancha de fútbol y volibol, gimnasio techado, alberca olímpica y un estadio profesional de fútbol. A fines de 2002 la UTN recibió el Certificado de Calidad ISO 9001-2000, otorgado por el organismo verificador CALMECAC.
Universidad Autónoma del Estado de México
La Unidad Académica Profesional Nezahualcóyotl es uno de los últimos planteles creados por la Universidad Autónoma del Estado de México (UAEM), y es una de las cuatro universidades que se encuentran en el municipio de Nezahualcóyotl. Inició sus actividades el 3 de septiembre de 2007 con cuatro licenciaturas (Comercio Internacional, Educación para la Salud, Ingeniería en Transporte, e Ingeniería en Sistemas Inteligentes). Salvo Educación para la Salud, la cual se cursa en cuatro años, el resto de las carreras se cursa en cinco.
Escuela Normal N.º 3 de Nezahualcoyótl
Una institución formadora de docentes especializados en el nivel preescolar, comprometidos con el Sistema Educativo Nacional y Estatal, basada en principios profesionales, valores éticos y dominio de los Planes y Programas de Estudio vigentes y con competencias profesionales capaces de afrontar los retos educativos de la era moderna, las demandas de la sociedad del siglo XXI y de las nuevas generaciones.
Escuela Normal N.º 4 de Nezahualcoyótl
Institución formadora de Docentes especializados a nivel primaria y secundaria, comprometidos con la Educación y con el SNTE, basada en principios profesionales, éticos y dominio de los planes y programas de estudio vigentes y la Nueva Escuela Mexicana, el logro del perfil de egreso y que sean capaces de enfrentar los retos educativos, demandas de la sociedad actual y de las nuevas generaciones. 
Convencidos de que la renovación de la gestión institucional supone, entre otras cosas, una modificación de los esquemas, paradigmas y cultura organizacional para dar paso a una reculturación que se sustenta en la concepción de comunidad profesional de aprendizaje; caracterizada por la intencionalidad de mejora continua. En este sentido se hace necesario un conocimiento del estado actual de las cosas; es decir, precisar nuestra realidad, lo cual implica, reflexionar de manera colegiada las prácticas educativas con el propósito de identificar las características de los procesos, analizando todo aquello que favorece o impide el logro de la misión, con el fin de orientar y garantizar la transformación proyectada hacia la visión de nuestra institución.
Facultad de Estudios Superiores Aragón (UNAM)
Anteriormente llamada Escuela Nacional de Estudios Profesionales (ENEP) Aragón, hoy Facultad de Estudios Superiores Aragón, forma parte del Programa de Descentralización de Estudios Profesionales de la Universidad Nacional Autónoma de México y fue diseñada para recibir entre 15 mil y 20 mil estudiantes.
Creada el 23 de septiembre de 1975, inició actividades el 1 de enero de 1976. La FES Aragón otorga estudios en 14 licenciaturas: Arquitectura, Comunicación y Periodismo, Derecho, Diseño Industrial, Economía, Ingeniería Civil, Ingeniería en Computación, Ingeniería Mecánica, Ingeniería Eléctrica-Electrónica, Ingeniería Industrial, Pedagogía, Planificación para el Desarrollo Agropecuario, Relaciones Internacionales y Sociología. Además, los Doctorados de Arquitectura, Derecho, Economía y Pedagogía; Maestrías en Arquitectura, Derecho,Economía, Ingeniería, Pedagogía y Política Criminal; y la Especialización en Derecho y en Puentes. La FES-Aragón cuenta con Centro de Cómputo, Sistema de Universidad Abierta y un Centro de Lenguas Extranjeras, entre otras instalaciones. Se ubica en Av. Universidad Nacional (antes Rancho Seco) S/N., colonia Impulsora, zona norte de Ciudad Nezahualcóyotl.
Universidad La Salle
La Salle es una de las cuatro universidades que se encuentran en el Municipio de Nezahualcóyotl y fue inaugurada el 4 de agosto de 2006. Además del bachillerato, ofrece las licenciaturas de Enfermería, Psicología, Administración de Organizaciones, y Administración de Empresas Turísticas, cursándose la prepa en tres años y las licenciaturas en cuatro. El plantel cuenta con centros de cómputo, biblioteca, áreas deportivas, auditorios, talleres, laboratorios, y gimnasio de usos múltiples. La universidad La Salle Nezahualcóyotl también ofrece cursos sabatinos de panadería, de inglés, coctelería, futbol, etc. Así como el curso de preparación para el examen único CENEVAL acuerdo 286 para la acreditación del bachillerato.
Además de ofrecer maestrías en sistema abierto y en línea y a costos muy accesibles sobre la base de un acuerdo con el municipio de Nezahualcóyotl y contar con dos turnos en el sistema escolarizado para universidad.

### Educación artística
El Centro Municipal de Artes Aplicadas (CEMUAA), Asentado en un área de 1,200 metros cuadrados, donde se ubican talleres perfectamente equipados, incluida un Área de exposiciones. El Centro Municipal de Artes Aplicadas (CEMUAA) tiene el objetivo de otorgar capacitación a personas sin empleo, al tiempo de formar artistas que lleguen a dominar el trabajo con la cerámica, muralismo, los vitrales, la ebanistería, herrería, la pintura y eventualmente otros materiales y disciplinas. Además en su historial han impartido clases profesores de renombre internacional como lo son: Julián David López Trejo, Jorge Caballero Cruz y los Hermanos Abraham y Manuel Ruiz.
Salvo algún gasto menor derivado por el uso de algunos materiales, los cursos que ofrece el CEMUAA son gratuitos, se dividen en semestres con horarios matutino de 9:00 a 13:00 y vespertino de 15:00 a 18:00, de lunes a viernes. Se incluye un curso propedéutico de un mes a los alumnos de nuevo ingreso. Al finalizar el ciclo de enseñanza que consta de tres semestres (básico, intermedio y especialización) se otorga un reconocimiento a nivel municipal. El Centro fue inaugurado el 15 de abril de 2005.

#### Educación Media Superior
El municipio de Nezahualcóyotl cuenta con una amplia oferta de preparatorias tanto públicas como privadas, que brindan a los estudiantes diversas opciones para continuar su educación media superior. Entre las instituciones más destacadas se encuentran los planteles del Colegio de Bachilleres (como el Plantel 12 "Nezahualcóyotl"), el Conalep, la Preparatoria Oficial del Estado de México (POEM) y los planteles del sistema de preparatorias de la Universidad Autónoma del Estado de México (UAEMex). Además, hay varias escuelas privadas que ofrecen programas con enfoque en distintas áreas del conocimiento, incluyendo bachillerato general, técnico y bilingüe.

## Centros religiosos
La Luz del Mundo
La Iglesia La Luz del Mundo  cuenta con varios templos dentro del municipio, siendo el más antiguo el que se encuentra en la calle 20 esquina con chalco de la colonia maravillas, este es el más antiguo en el Estado de México en la colonia estado de México también cuenta con un inmueble entre las calle 12 y la av. Chimalhuacán, también hay presencia en las colonias: Tamaulipas, Esperanza, Benito Juárez, El Sol, etc. La iglesia cuenta con gran presencia en todo el estado y en los municipios vecinos.
Catedral de Nezahualcóyotl
Llamada formalmente iglesia de “Catedral de Jesús Señor de la Divina Misericordia”, es una moderna construcción inaugurada el 20 de noviembre del 2000 por el obispo emérito José María Hernández González, y cuenta con una capilla adjunta, un armonioso atrio, una librería, estacionamiento para 50 vehículos y retablos exteriores donde el visitante puede conocer y leer la oración del “Padre nuestro” en seis idiomas: Español, latín, náhuatl, hebreo, arameo y griego antiguo.
Centro Familiar Cristiano Genesaret
La primera Iglesia Evangélica en el municipio.
Ministerios Torre Fuerte 
Inaugurado el 18 de mayo de 2011 como centro de restauración familiar.
Av. López Mateos #530/532 Col. Agua Azul Nezahualcóyotl.
La Iglesia de Jesucristo de los Santos de los últimos Días
La Iglesia de Jesucristo de los Santos de los Últimos Días cuenta con un total de 11 centros de reuniones en Nezahualcóyotl y dentro del municipio tienen lugar un total de 17 congregaciones (barrios) pertenecientes a cuatro Estacas.
Iglesia Cristiana "Cornerstone Neza"
ubicada en Av. 12 entre calles 25 y 27 colonia ampliación Las Águilas.
Sitios recreativos, culturales y de atención social
- Colonia el Sol Ubicada en la Zona Norte del municipio, a un costado de Ciudad Jardín, es una de las principales colonias productoras de piñatas en todo el Estado de México, según datos de la Dirección de Desarrollo Económico de Nezahualcóyotl, hay más de 30 talleres dedicados a este oficio en la colonia, se producen hasta 2,000 piñatas en una temporada en un solo negocio.

En los últimos años esta colonia también se ha convertido en albergue de numerosos centros de reciclaje de metales, a los que vulgarmente se les llama depósitos de fierro viejo, siendo esta actividad una de las más solicitadas.
- Chimarena, El municipio contaba con una cancha con arena de mar instalada en la céntrica Avenida Chimalhuacán (entre las calles La Espiga y Los Laureles), donde el ruido de los automóviles, el intenso calor y la hora no era un impedimento para que chiquitines, adolescentes y adultos se divirtieran a lo grande, ya sea jugando voleibol, fútbol, enterrándose en la arena, o simplemente saltando y corriendo. Inaugurada al iniciar el 2009, la Chimarena fue un cálido espacio público que evocaba una parte de la belleza de una playa y su singular entorno, teniendo como fundamento el derecho que tienen los habitantes de Nezahualcóyotl al esparcimiento y sano desarrollo. Debido a la construcción de la Ruta 3 del Mexibús Chimalhuacán - Nezahualcóyotl - Pantitlán, este espacio fue sustituido para la creación del paso de la estación 'General Vicente Villada' de dicho sistema de transporte.

## Deportes

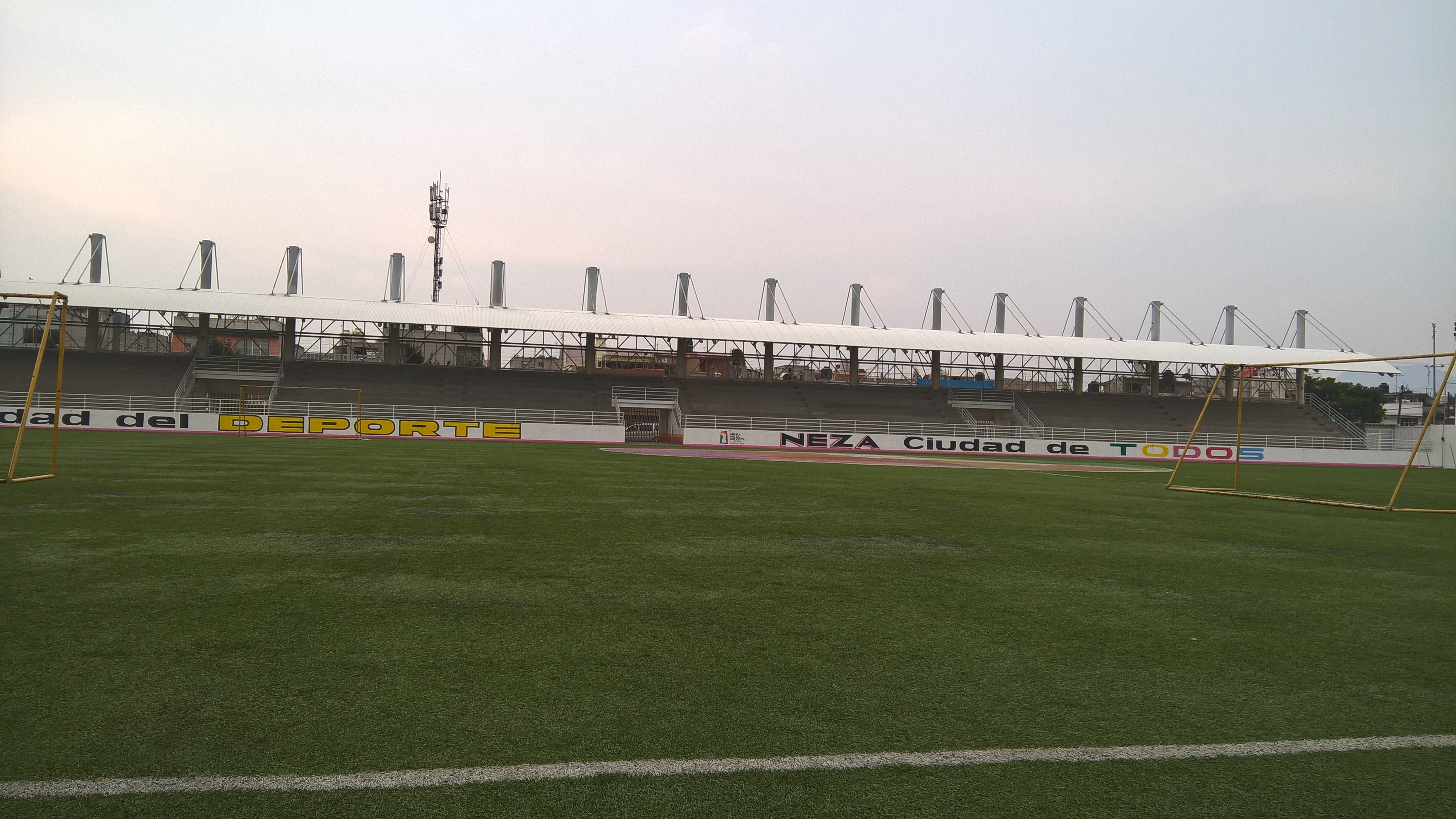
Estadio Metropolitano.

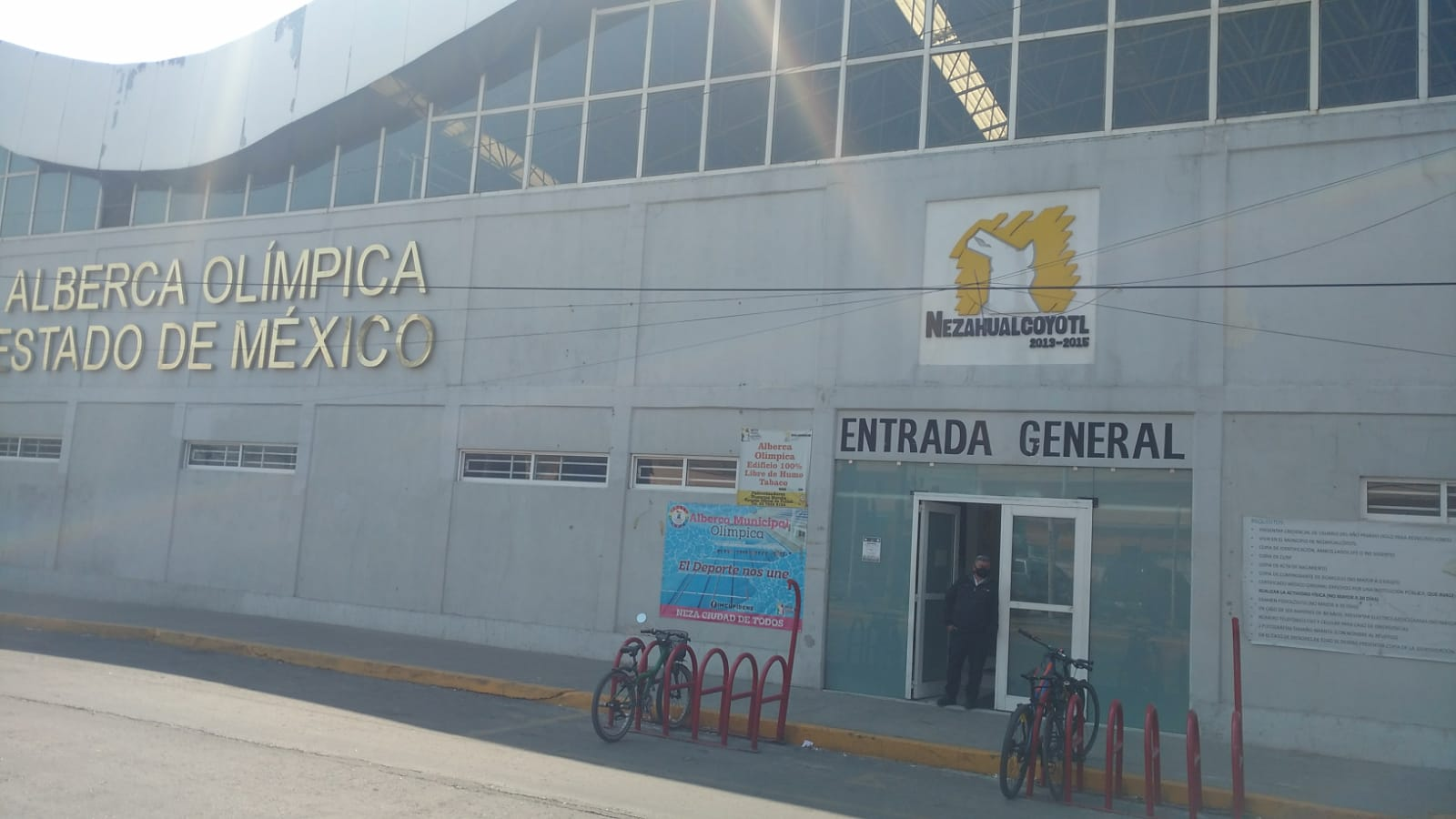
Alberca olímpica.

- El Estadio Universidad Tecnológica de Nezahualcóyotl es un estadio de fútbol, situado en Ciudad Nezahualcóyotl.

Fue inaugurado en 1981 como Estadio "José López Portillo", al interior de la Universidad Tecnológica de Nezahualcóyotl. Fue renombrado como "Neza 86" en el marco de la Copa Mundial de Fútbol de 1986. A dicha sede acudieron a presenciar los partidos de la justa el cantante Rod Stewart (Escocia - Uruguay) el 13 de junio, y Diego Armando Maradona para el Dinamarca-Uruguay.1 Durante el partido de Escocia contra Uruguay, el árbitro Joël Quiniou, sacó la tarjeta roja más rápida en un mundial, pasados 56 segundos del encuentro. Expulsó a José Batista tras una entrada contra Gordon Strachan.2
Fue la sede de los equipos del fútbol profesional Coyotes Neza, Osos Grises y Toros Neza. A partir del 2002, fue remodelado y acondicionado para ser temporalmente la casa de los Potros del Atlante. En el año 2007 fue testigo del partido de la final de fútbol americano de la liga ONEFA Conferencia Nacional, entre Burros Blancos del IPN vs. Pumas Acatlán de la UNAM, ganando 34 a 19 el equipo del politécnico.
Para el 2009 fue utilizado por el equipo Atlante UTN de la Liga de Ascenso -antes Primera A-, que años atrás se le conocía como Atlante Neza y Potros Chetumal. El 11 de diciembre del 2010 se dio a conocer de manera oficial que la filial de Monarcas Morelia "el Mérida FC" se trasladaba a Ciudad Neza, Su nuevo mote fue Club Neza, que en su primera temporada llega a semifinales de la Liga de Ascenso teniendo buenas entradas en este inmueble. Debido al suelo en el que se encuentra asentado, el estadio sufrió hundimientos en las gradas ubicadas al sur.3 En el 2013, el gobernador del estado de México, Eruviel Ávila Villegas, confirmó que el estadio sería remodelado mediante una inversión de 100 millones de pesos.
- El Estadio Metropolitano es un estadio de fútbol, situado en la colonia Metropolitana 2.ª sección.

Equipos en Nezahualcóyotl
- Club Proyecto Tecamachalco o Teca Universidad Tecnológica de Neza/Teca UTN (2014 -)
- Coyotes Neza (1981-1988)
- Potros Neza (1989-2011)
- Toros Neza (1993-2002, 2011-2013, 2014 -)
- Atlante (2001-2003) (2007)
- Ángeles Neza FC (2023 -)

## Salud
En Nezahualcóyotl se pueden encontrar los siguientes hospitales y unidades médico familiar (IMSS):
- Hospital General "Dr. Gustavo Baz Prada"
- Hospital General La Perla Nezahualcóyotl.

En el Hospital General La Perla Nezahualcóyotl, se brinda atención médica de especialidad:
Ginecología (clínica de displasia de segundo nivel de atención, clínica del adolescente, embarazo de alto riesgo), Pediatría (neonatología), Medicina Interna (salud mental, Unidad de Cuidados intensivos, Neumología, Cardiología, Nefrología, Neurología, Endocrinología, Unidad de hemodiálisis), Cirugía General (cirugía Maxilofacial, Oftalmología, Otorrinolaringología, Ortopedia y Traumatología, Urología, Endoscopia) Rehabilitación Física, Urgencias, estudios de gabinete (radiografías, tomografía, ultrasonido, mastografía), Laboratorio y Banco de Sangre, Medicina Preventiva, Anestesiología, Banco de Leche, Anatomía Patológica, Farmacia, Segundo Nivel de Atención a la población abierta y con Seguro Popular.
- Hospital Regional de Nezahualcóyotl.
- Hospital de Especialidades Bosques de Aragón.

Las unidades Médico Familiares del IMSS dan atención médica de lunes a viernes en un horario de 7:00 a. m. a 21:30 h, cuentan con estudios de gabinete (rayos X, Mastografía, Ultrasonido) laboratorio médico, y servicios como dental, consulta médica familiar, atención médica continua, atención materno infantil, nutrición y medicina preventiva en la cual brindan atención enfermeras especialistas en medicina familiar conforme la atención preventiva integrada realizando todas las actividades preventivas en el mismo lugar por la misma enfermera en el mismo día de acuerdo al grupo etario.
- Unidad Médico Familiar N.º 183 Netzahualcóyotl.
- Unidad Médico Familiar N.º 75 Netzahualcóyotl.
- Unidad Médico Familiar N.º 182 Netzahualcóyotl.
- Unidad Médico Familiar N.º 78 Netzahualcóyotl.

Actualmente también se encuentran uno de los primeros centros de rehabilitación integral para los discapacitados que se inauguró el 27 de noviembre de 2007 el cual se encuentra ubicado en el bordo de xochiaca s/n en la colonia jardín bicentenario, donde actualmente ha dado atención hasta el 2013 a 6,114 pacientes.
Centro Municipal de Atención a las Adicciones Nezahualcóyotl
El Centro Municipal de Atención a las Adicciones (CMAA), fue inaugurado el 15 de marzo de 2006, por el alcalde Luis Sánchez Jiménez, como un centro especializado de atención a jóvenes, adolescentes y adultos con problemas de adicción a algún tipo de drogas, así como de atención a sus familias mediante programas y acciones encaminadas a la rehabilitación y a la prevención de ese grave problema de salud pública.
Facultad de Estudios Superiores Zaragoza
La Facultad de Estudios Superiores Zaragoza (FESZ) de la UNAM, a través de sus clínicas multidisciplinarias, proporciona servicios médicos, odontológicos, psicológicos y de análisis clínicos a los habitantes del municipio de Nezahualcóyotl, en el Estado de México.Con dichas acciones esta entidad universitaria ha intervenido en los problemas de salud de los habitantes de las zonas aledañas a sus instalaciones. En dichas clínicas se realizan diversas actividades docentes y se brindan servicios tales como atención odontológica, atención médica en general, manejo de la obesidad, colposcopia, atención psicológica, servicio de análisis clínicos, entre otros.
Así, las ocho unidades con que cuenta son: Aurora, Benito Juárez, Estado de México, Los Reyes, Nezahualcóyotl, Reforma, Tamaulipas, y Zaragoza. Sus actividades tienen el propósito de brindar los escenarios reales para la práctica de las actividades de los estudiantes.
Las clínicas son una forma de vincular a la Universidad con la sociedad, haciendo llegar los beneficios de ésta a los habitantes de la comunidad del área de influencia. Además son espacios académicos donde los alumnos, desde los primeros semestres, se relacionan con los pacientes, situación determinante para su desarrollo personal y profesional.
Los alumnos de la FESZ, acuden a la comunidad a realizar estudios entre la población para detectar factores de riesgo a la salud y ahí en su domicilio los citan a la clínica multidisciplinaria más cercana a su domicilio para brindarles la atención de una forma programada, esto permite un contacto permanente, estrecho e individualizado con los usuarios de las clínicas multidisciplinarias.
CRIT Neza
Es parte de la fundación Mexicana Teletón México dedicada al apoyo de los niños con discapacidad, cáncer y autismo, está ubicado en Avenida Bordo de Xochiaca, A2, -1 B mzn s/n, Nezahualcóyotl, Estado de México, fue inaugurado el 29 de noviembre de 2007. Esta institución realiza estrategias para proceso de enseñanza-aprendizaje acuerdo a las aptitudes y necesidades de las personas con discapcidad, así como su integración en la sociedad. Está coordinado por la Lic. María de Lourdes Hernández Saldaña, directora médica del CRIT Neza donde actualmente se atienden en el Estado de México a 45204 pacientes, de los cuales en Cd. Nezahualcóyotl se atienden a 9816 pacientes.
DIF Nezahualcóyotl Unidad de Rehabilitación e Integración Social Ponciano Arriaga
La Unidad de Rehabilitación e Integración Social (URIS) “Ponciano Arriaga” es un centro acuático y deportivo que atiende mensualmente a 4 mil usuarios de manera regular con clases de natación y rehabilitación, los cuales reciben terapia por diversos padecimientos como lesiones de columna, rodilla, y problemas motores entre otros, lo que lo ubica a la cabeza en la zona oriente de la entidad como un centro de vanguardia en servicios de rehabilitación y recreación para la población de Nezahualcóyotl, así como de municipios vecinos y la Ciudad de México.

## Hermanamientos
La ciudad de Nezahualcóyotl tiene hermanamientos con las siguientes ciudades alrededor del mundo:
- La Habana, Cuba (1997)[33]
- San Pedro Pochutla, México (2019)[34]